# 진정국
진정국(眞定國)은 중국 한나라의 왕국으로, 기주자사부에 속하였다. 대략 지금의 허베이성 정딩 현, 가오청 시, 루취안 시, 스자좡 시 시구 일대를 관할했다.

## 연혁
전한 무제 원정 3년(기원전 114년) 혹은 4년(기원전 113년), 무제가 상산군의 치소 진정현과 그 주변의 3만 호를 분할하여 처음으로 진정국을 두었고 상산헌왕 유순의 서자 유평에게 봉했다. 진정국은 진정현에 치소를 두고, 진정 · 고성 · 비루 · 면만 4현을 관할했다. 3만 7126호, 17만 8616명을 다스렸다.
전한이 망하고 신나라가 세워지면서, 왕국을 폐지하였다. 또 현의 이름을 모두 바꾸어 진정은 사치로, 고성은 고실로, 면만은 면연이 되었다.
신나라가 반란으로 인해 혼란해지자, 신나라에서 왕국을 빼앗긴 옛 진정왕 유양이 다시 세력을 얻었고 후한 광무제의 창업을 도와 도로 진정왕에 봉해져 왕국이 부활했다. 그러나 다음 진정왕 유득의 시대인 37년, 광무제가 왕국을 폐지하고, 관할 영역은 모두 상산군에 편입했다.